# Océan Atlantique
« Atlantique » redirige ici. Pour les autres significations, voir Atlantique (homonymie).
L'océan Atlantique est l'un des quatre grands océans de la Terre. L'Atlantique fait partie de l'océan mondial et comporte deux océans : l'Atlantique nord et l'Atlantique sud. Sa superficie de 82 400 000 km2, soit 16 % de la surface totale de la Terre, en fait le deuxième par la taille, derrière l'océan Pacifique. L'Océan s'est formé par l'éloignement de plaques tectoniques il y a environ 180 millions d'années. Pendant de nombreux siècles, il fut la première étape des explorations européennes. Aujourd'hui, il demeure une voie de communication importante pour les pays qui le bordent et il occupe un rôle géopolitique important. Il est traversé d'une dorsale océanique, un relief sous-marin. Il est composé de l'océan Atlantique Nord et de l'océan Atlantique Sud.

## Étymologie
L'étymologie du mot est incertaine et plusieurs hypothèses sont avancées :
- attesté dès le XIVe siècle[1],[2], l'adjectif[1],[2] « atlantique » est un emprunt, par l'intermédiaire[1] du latin Atlanticus, au grec ancien Ἀτλαντικός[2] / Atlantikós[1], dérivé de l'oronyme Atlas, massif montagneux du nord de l'Afrique ;
- le nom Atlantique proviendrait du Titan Atlas qui possédait, selon les anciens Grecs, les colonnes supportant (tlaô signifie « porter », « supporter » en grec) la voûte céleste, dont faisaient partie les fameuses Colonnes d'Hercule (désignant aujourd'hui le détroit de Gibraltar), donc, pour les anciens, ce terme désignait avant tout la mer se trouvant au-delà du détroit, par rapport à la Méditerranée ;
- son nom pourrait aussi provenir du peuple libyque des Atlantes décrit par Hérodote et qui peuplait les rives nord-africaines de l'océan Atlantique et les montagnes de l'Atlas marocain en Afrique du Nord-Ouest[3] ;
- il est possible que son nom vienne aussi d'Atlas, premier roi de l'Atlantide selon Platon, et qui aurait donné son nom à son île et à la mer qui l'entoure.

Du Ve siècle au XVe siècle, les Européens l'appellent mer Océane. Christophe Colomb est ainsi surnommé « l'amiral de la mer Océane »,.

## Géographie physique

### Localisation et limites
L'océan Atlantique est entouré par la limite sud-ouest de la mer du Groenland, les côtes méridionales de l'Islande de la pointe de Straumnes jusqu'au promontoire de Gerpir, de là par une ligne allant jusqu'à l'île de Fugloy (îles Féroé, Danemark), puis les îles Shetland (principalement les côtes occidentales des îles de Muckle Flugga, Unst, Yell, Mainland et Horse Island), les îles Orcades (les côtes occidentales des îles de North Ronaldsay, Papa Westray, Westray, Mainland et Hoy), les côtes occidentales des îles Hébrides extérieures (Lewis et Harris, North Uist, South Uist, Benbecula et Barra Head, Royaume-Uni de Grande-Bretagne et d'Irlande du Nord), la limite nord-ouest des mers intérieures de la côte ouest de l'Écosse, les côtes nord, ouest et sud de l'Irlande (depuis Bloody Foreland, côte nord, jusqu'au cap de Carnsore, côte sud), les limites sud de la mer d'Irlande, la limite ouest du canal de Bristol, la côte septentrionale de la Cornouailles (de Hartland Point à Land's End), la limite occidentale de la Manche, la côte ouest de la Bretagne (de l'île Vierge à la pointe de Penmarch), la limite du golfe de Gascogne, la péninsule Ibérique depuis le cap Ortegal jusqu'au cap Trafalgar, la limite occidentale du détroit de Gibraltar, l'Afrique septentrionale jusqu'au cap des Palmes, le golfe de Guinée, l'Afrique australe du cap Lopez au cap des Aiguilles, le méridien 20°E depuis ce cap jusqu'au continent antarctique, le continent antarctique lui-même, le méridien 67°17'21"O jusqu'au cap Horn, les côtes d'Argentine jusqu'à la pointe nord du cap Saint-Antoine, sur le Rio de la Plata, la limite maritime de cet estuaire, les côtes d'Amérique du Sud de la punta del Este (Uruguay) à la punta Baja (Venezuela), puis une ligne joignant cette pointe à la punta Galeota, la pointe sud-est de Trinité, puis les Petites Antilles suivies des Grandes Antilles jusqu'au méridien 83°O (côte nord de Cuba), ce méridien vers le nord jusqu'à Dry Tortugas, les hauts-fonds de Rebecca, les keys de Floride jusqu'à Key Largo, puis la terre ferme à l'entrée de la baie de Floride, de là la côte orientale des États-Unis jusqu'à Little River Head (Maine), la limite sud-ouest de la baie de Fundy, le Canada (la Nouvelle-Écosse et les côtes orientales de Terre-Neuve-et-Labrador), les limites sud-est et nord-est du golfe du Saint-Laurent, la limite sud du détroit de Davis et les côtes sud-est du Groenland (du cap Farvel au cap Nansen).
La Terre comporte quatre océans formant une étendue d'eau salée unique, les limites entre chacun sont donc souvent arbitraires et donnent lieu à certaines controverses (cas des limites entre les océans Atlantique et Arctique notamment). L'océan Atlantique ne déroge pas à cette règle. Les océans Atlantique et Pacifique sont les deux seuls à être en contact avec les deux autres (océans Arctique et Indien). Un cinquième océan, l'océan Austral, est toujours à l'état de projet.
L'illustration dans l'encadré de cet article montre l'océan Atlantique sur un planisphère : l'Atlantique y est partagé en nord et sud, suivant l'équateur. L'Organisation hydrographique internationale (OHI) découpe les espaces maritimes bordiers en mers, golfes et détroits. Les limites que l'OHI donne pour les océans Atlantique nord et Atlantique sud excluent les mers bordières.
Son code d'enregistrement numérique auprès de l’Organisation hydrographique internationale est « A », et son identification dans "Limites des océans et des mers" est « (23) et (32) » ; son nom français dans la nomenclature des espaces maritimes du Conseil national de l'information géolocalisée est ''Océan Atlantique''.
L'Organisation hydrographique internationale définit les limites des océans Atlantique nord et Atlantique sud comme suit :

#### Océan Atlantique nord
Son code d'enregistrement numérique auprès de l’Organisation hydrographique internationale est « 01 », et son identification dans Limites des océans et des mers est (23) ; son nom français dans la nomenclature des espaces maritimes du Conseil national de l'information géolocalisée est « Océan Atlantique Nord ».
« À l'ouest :
- les limites est de la mer des Caraïbes ;
- les limites sud-est du golfe du Mexique de la côte nord de Cuba à Key West ;
- la limite sud-ouest de la baie de Fundy ;
- et les limites sud-est et nord-est du golfe du Saint-Laurent.

Au nord :
- la limite sud du détroit de Davis de la côte de Labrador au Groenland ;
- et les limites sud-ouest de la mer du Groenland et de la mer de Norvège, du Groenland aux îles Shetland.

À l'est :
- la limite nord-ouest de la mer du Nord ;
- les limites nord et ouest des mers d'Écosse ;
- la limite sud de la mer d'Irlande ;
- les limites ouest du canal de Bristol, de la Manche, du golfe de Gascogne et de la mer Méditerranée.

Au sud :
- l'équateur, depuis la côte du Brésil jusqu'à la limite sud-ouest du golfe de Guinée. »

— Organisation hydrographique internationale

#### Océan Atlantique sud
Son code d'enregistrement numérique auprès de l’Organisation hydrographique internationale est « 04 », et son identification dans « Limites des océans et des mers » est (32) ; son nom français dans la nomenclature des espaces maritimes du Conseil national de l'information géolocalisée est « Océan Atlantique sud ».
« Au sud-ouest :
- le méridien du cap Horn (67° 17' W.) depuis la Terre de Feu jusqu'au continent Antarctique ;
- une ligne joignant le cap des Vierges (52° 21' S. 68° 21' W.) au cap Espiritu Santo, Terre de Feu, à l'entrée du détroit de Magellan.

À l'ouest :
- la limite du Río de la Plata.

Au nord :
- la limite sud de l'océan Atlantique nord.

Au nord-est :
- la limite du golfe de Guinée.

Au sud-est :
- du cap des Aiguilles, le long du méridien 20° Est jusqu'au continent Antarctique.

Au sud :
- le continent antarctique. »

— Organisation hydrographique internationale

### Largeur et superficie
La largeur de l'océan Atlantique varie de 2 840 km, entre Touros (Brésil) et le cap Skirring (Sénégal) d'une part, à 6 757 km, entre Jacksonville Beach (États-Unis) et Agadir (Maroc), d'autre part.
La superficie de l'océan Atlantique est de 82 400 000 km2 sans ses mers bordières, de 92 008 850 km2 avec elles. Selon les sources, l'océan Arctique est compté ou non comme étant une mer bordière de l'océan Atlantique. Une superficie est alors donnée à 106 098 850 km2, celle-ci prenant en compte la superficie de l'océan Arctique (voir Mers bordières et océan Arctique).
| Océan            | Superficie      | Indice de comparaison |
| ---------------- | --------------- | --------------------- |
| Océan Atlantique | 82 400 000 km2  | 1                     |
| Océan Pacifique  | 165 250 000 km2 | 2                     |
| Océan Indien     | 70 560 000 km2  | 0,856                 |
| Océan Austral    | 20 327 000 km2  | 0,246                 |
| Océan Arctique   | 14 090 000 km2  | 0,171                 |

Cet indice de comparaison est calculé en prenant comme référence la superficie de l'océan Atlantique.

### Pays riverains et mers bordières

#### Mers bordières
Les mers bordières ou mers adjacentes sont des mers périphériques de l'océan. En raison de leur propre configuration et/ou de controverses liées à la définition de cet ensemble, il arrive que les caractéristiques de l'océan Atlantique soient données avec ou sans ses mers. La définition officielle de l'Organisation hydrographique internationale donnée pour chaque océan exclut les mers bordières. Selon les définitions des limites de l'océan Atlantique énoncées par cette organisation, la mer du Labrador et la mer Celtique ne sont pas des mers bordières ; ces étendues sont incluses dans l'espace maritime de l'océan Atlantique. Les mers bordières de l'océan Atlantique sont les suivantes :.
| Désignation                                   | Localisation                                                     | Superficie    |  |
| --------------------------------------------- | ---------------------------------------------------------------- | ------------- |  |
| Rio de la Plata                               | estuaire des fleuves Paraña et Uruguay                           | 35 600 km2    |  |
| Mer des Caraïbes                              | entre Cuba, les Antilles et l'Amérique du Sud                    | 2 640 000 km2 |  |
| Golfe du Mexique                              | entre les États-Unis, le Mexique et Cuba                         | 1 550 000 km2 |  |
| Baie de Fundy                                 | À la frontière entre les États-Unis et le Canada                 | 16 000 km2    |  |
| Golfe du Saint-Laurent                        | Estuaire du fleuve Saint-Laurent                                 | 226 000 km2   |  |
| Mer du Nord                                   | entre la Scandinavie et les îles Britanniques                    | 575 000 km2   |  |
| Mer Baltique                                  | entre la Scandinavie et l'Europe de l'Est                        | 364 800 km2   |  |
| Kattegat                                      | entre la Suède et le Danemark                                    | 57 500 km2    |  |
| Skagerrak                                     | entre la Norvège, la Suède et le Danemark                        | 30 000 km2    |  |
| Mers intérieures de la côte ouest de l'Écosse | Entre les îles Hébrides extérieures et la côte ouest de l'Écosse | 42 450 km2    |  |
| Mer d'Irlande                                 | entre l'Ecosse, le pays de Galles et l'Irlande                   | 46 000 km2    |  |
| Canal de Bristol                              | estuaire de la Severn                                            | 9 300 km2     |  |
| La Manche                                     | sépare la Grande-Bretagne et la France                           | 75 000 km2    |  |
| Mer Méditerranée                              | entre l'Europe, l'Afrique et le Moyen-Orient                     | 2 510 000 km2 |  |
| Mer Noire                                     | entre l'Ukraine, la Russie et la Turquie                         | 420 000 km2   |  |
| Mer d'Azov                                    | au nord de la mer Noire                                          | 37 600 km2    |  |
| Golfe de Gascogne                             | entre l'océan Atlantique, l'Espagne et la France                 | 223 000 km2   |  |
| Golfe de Guinée                               | de la Côte d'Ivoire au Nigeria et au Gabon                       | 750 600 km2   |  |
| Total des mers bordières                      |                                                                  | 9 608 850 km2 |  |

### Volume
Son volume est estimé à 323 600 000 km3 sans les mers bordières, 354 700 000 km3 avec elles.

### Profondeur
Sa profondeur varie de plus de 8 000 m dans l'océan lui-même (à proximité de Porto Rico et des îles Vierges), à moins de 20 m en mer d'Azov. Sa profondeur moyenne est de 3 926 mètres sans les mers bordières et de 3 332 m avec ces dernières.
| Désignation            | Profondeur maximale           |
| ---------------------- | ----------------------------- |
| Océan Atlantique       | 8 605 m (fosse de Porto Rico) |
| Mer des Caraïbes       | 7 686 m (fosse des Caïmans)   |
| Golfe de Guinée        | 6 363 m (au large du Ghana)   |
| Mer Méditerranée       | 5 150 m (fosse Calypso)       |
| Golfe de Gascogne      | 4 735 m                       |
| Golfe du Mexique       | 4 384 m (abysse Sigsbee)      |
| Mer Noire              | 2 206 m                       |
| Mer de Marmara         | 1 261 m                       |
| Skagerrak              | 700 m                         |
| Golfe du Saint-Laurent | 530 m                         |
| Mer du Nord            | 460 m (Devil's Hole)          |
| Mer Baltique           | 459 m                         |
| Mer d'Irlande          | 312 m (Fosse de Beaufort)     |
| La Manche              | 171 m (fosse des Casquets)    |
| Mer d'Azov             | 13 m                          |

## Géologie

### Histoire géologique
L'ouverture de l'océan Atlantique commence par une phase de rifting au niveau de l'Atlantique central, lié à des phénomènes distensifs post-varisque. Au Permien, le domaine continental entre l'Amérique et l'Afrique du Nord-Ouest subit une surrection qui conduit à un début de dislocation de cette zone continentale. Un important volcanisme a lieu qui conduit à la formation de la province magmatique centre atlantique.
Au Trias s'initie une phase de rifting au niveau des marges du Maroc et de la Nouvelle-Écosse. L'accrétion de plancher océanique s'initie dès la fin du Sinémurien et se poursuit jusqu'à aujourd'hui. Enfin, l'ouverture de l'Atlantique nord a lieu à l'Éocène, il y a environ 50 millions d'années.

### Formation
L'ouverture de l'océan Atlantique est le résultat de la fragmentation du supercontinent de la Pangée et de la migration des continents africain, sud-américain, eurasien et nord-américain au cours du Méso-Cénozoique.
Les premiers épisodes de rifting de l'océan Atlantique central démarrent au niveau des marges ouest-africaines et nord-américaines au Trias moyen et perdurent jusqu'à l'océanisation au Jurassique inférieur. Les premières phases d'accrétions de planchers océaniques sont débattues entre le Sinérmurien et le Toarcien. Dans la stratigraphie générale décrivant les marges conjuguées nord-américaines et ouest-africaines, les évaporites et les séries « rouges » sédimentaires détritiques continentales du Trias sont recouvertes par des formations épaisses de carbonates jurassiques. L'ouverture de l'Atlantique est associée également à la mise en place d'une province volcanique affectant l'ensemble de la région : les basaltes de la province magmatique centre-Atlantique (CAMP basalts dans la litterature anglophone) datés précisément à 200 ±3 Ma (Hettangien).
Sa vitesse d'expansion actuelle est d'environ deux centimètres par an.
L'océan Atlantique occupe un long bassin s'étendant du nord au sud, borné à l'ouest par les Amériques, à l'est par l'Europe et l'Afrique. Il atteint une profondeur maximale de 8 605 m à la fosse de Milwaukee près de Porto Rico. La dorsale médio-atlantique étant toujours active, la création de plancher océanique y est encore observable (fumeurs noirs, laves en coussins, hydrothermalisme…).

### Géométrie des dorsales médio-océaniques
En termes de bathymétrie, la dorsale médio-atlantique apparaît comme une chaîne de montagne sous-marine causée par trois facteurs simultanés :
- l'épaisseur de la croûte océanique y étant très faible, voire nulle (manteau porté à l'affleurement), la dorsale ne subit pas l'effet « d'enfoncement » dans le manteau marquant habituellement la croûte océanique qui est globalement dense ;
- les cellules convectives mantelliques actives à la base des dorsales tendent à appliquer une force dirigée vers le haut à l'aplomb de ces dernières ;
- enfin, la croûte océanique au niveau des dorsales est plus jeune, donc plus chaude et donc globalement moins subsidente.

La dorsale médio-atlantique s'étend depuis l'île Jan Mayen au nord jusqu'à environ 58° de latitude sud, pour une largeur maximale de 1 600 km. Le centre de la dorsale est occupé par un fossé profond de plus de 1 000 m et large de 25 à 50 km. De part et d'autre de ce fossé, la dorsale s'élève à moins de 1 500 m au-dessous du niveau de la mer, plusieurs montagnes s'élèvent même au-dessus de l'eau et forment des îles.
L'Atlantique sud possède une dorsale additionnelle, la dorsale de Walvis.
La dorsale médio-atlantique partage l'océan Atlantique en deux grandes dépressions dont la profondeur varie entre 3 700 et 5 500 mètres. Des dorsales transverses les divisent en plusieurs bassins.

### Îles
L'océan Atlantique comprend de nombreux archipels. Certains sont des parties émergées des continents qui le bordent, d'autres furent générés par la dorsale océanique centrale.

### Climatologie
L'océan Atlantique influe directement le climat européen. Les dépressions qui circulent en Europe, notamment en Belgique, en Suisse et en France, se forment sur l'Atlantique et circulent d'ouest en est, en apportant un temps instable, humide et pluvieux. L'anticyclone des Açores, qui est présent au-dessus des Açores, influe aussi la météo européenne en apportant du temps sec et ensoleillé.

## Histoire
L'exploration du littoral atlantique a commencé dès que les premières installations humaines se sont établies sur ses côtes. Mais pour la traversée de l'océan, il faut attendre du côté nord-européen le Xe siècle et les explorations audacieuses à partir du Groenland faites par des navigateurs vikings : ils atteignent le continent nord-américain à la hauteur de Terre-Neuve (à L'Anse aux Meadows), terre qu'ils appellent alors Vinland.
La côte africaine reste inaccessible aux explorateurs antiques et médiévaux au-delà du cap Bojador (Sahara occidental), où l'océan est surnommé mer des Ténèbres. Le Portugais Gil Eanes est le premier à franchir le cap en 1434 et à pouvoir revenir avec son bateau. Il ouvre la voie au contournement du continent africain pour rejoindre les Indes.
La toute première traversée moderne de l'Atlantique est celle de Christophe Colomb et ses équipages en 1492.

### Traversées

#### Maritimes
Les premières traversées maritimes enregistrées ont été les suivantes :
- d'est en ouest :
  - Leif Ericson, considéré comme le premier Européen à atteindre l'Amérique, à la fin du Xe siècle ;
  - Christophe Colomb touche les Bahamas en 1492 ;
  - Pedro Alvares Cabral atteint le Brésil en 1500 ;
- du nord au sud :
  - Bartolomeu Dias est le premier à doubler le cap de Bonne-Espérance en 1488 ;
  - Fernand de Magellan franchit en 1520 le détroit qui porte aujourd'hui son nom ;
- en bateau, navigation en solitaire :
  - dans le sens ouest-est : Alfred Johnson en 1876 ;
  - dans le sens est-ouest : Alain Gerbault en 1923 ;
- Alain Bombard, naufragé volontaire, traverse l'Atlantique en 1952 ; il a raconté son histoire dans Naufragé volontaire (1958) ;
- à la rame :
  - en équipe :
    - Frank Samuelsen et George Harbo en 1896, (55 jours W-E) sur un doris non ponté ;
    - Chay Blyth et John Ridway (90 jours) ;
    - Lilian Dauzat et Guilhem Orlhac en 2020 (47 jours 15h et 15s)[26],[27] ;

  - en solitaire :
    - Tom MacClean est le premier à le faire en solitaire en 1969 (71 jours, sens W-E) ;
    - Gérard d'Aboville le premier français en 1980 (72 jours W-E) ;
    - Amyr Klink en 1984 (100 jours) de la Namibie à Salvador au Brésil
    - Emmanuel Coindre en 2004 (actuel détenteur en 62 jours W-E et 42 jours E-W) le premier en aller-retour dans la même année, et le premier en aller-retour deux fois dans les deux sens.
    - Janice Jakait en 2011 ;
- à la godille : Hervé Le Merrer (58 jours E-W) ;
- à la nage et à la dérive : Guy Delage en 1995.

#### Aériennes
Les voies aériennes de l'Atlantique nord sont quotidiennement modifiées pour minimiser le temps de traversée.
Les premières traversées aériennes ont été les suivantes :
- dans le sens ouest-est (Atlantique nord) :
  - de Long Island à Plymouth en mai 1919, avec escales, par Albert Cushing Read ;
  - de Terre-Neuve à l'Irlande les 14 et 15 juin 1919 par le Capt. John Alcock et le Lieut. A.W. Brown, sans escale ;
  - de New York à Paris, sans escale et en solitaire : Charles Lindbergh le 21 mai 1927, quinze jours après la disparition de Charles Nungesser et François Coli à bord de l'Oiseau blanc, lors de leur tentative de traversée entre Paris et New York ;
  - Aller-retour : Clarence Chamberlin traverse a son tour l'Atlantique à bord de son Wright-Bellanca WB-2[30] ;
- dans le sens est-ouest (Atlantique nord) :
  - de Baldonnel (Irlande) au Québec, Hermann Köhl, James Fitzmaurice et Ehrenfried Günther von Hünefeld le 13 avril 1928 ;
  - de Paris à New York : Dieudonné Costes et Maurice Bellonte sur le Breguet 19 Point d'Interrogation les 1er et 2 septembre 1930 ;
- pour l'Atlantique sud :
  - Carlos Viegas Gago Coutinho et Sacadura Cabral en 1922 sont les premiers à avoir traversé l'Atlantique sud ;
  - Ramon Franco en 1926 avec un hydravion Dornier Wal ;
  - première traversée de Jean Mermoz pour l'Aéropostale le 12 mai 1930 ;
- en dirigeable : par le Zeppelin Hindenburg le 6 mai 1936 ;
- en ballon :
  - en 1978, Double Eagle II, un ballon à hélium, transportant Ben Abruzzo, Maxie Anderson, et Larry Newman, effectue la première traversée transatlantique ;
  - en 1984, la première traversée transatlantique en solitaire est due à Joe Kittinger à bord de son ballon gonflé à l'hélium Rosie O'Grady's Balloon of Peace ;
  - en 1987, la première traversée de l'Atlantique par un ballon à propulsion d'air chaud est effectuée par Per Lindstrand et Richard Branson ;
- en ULM : Guy Delage en 1991.

En 1928, Amelia Earhart est la première femme à participer à une traversée de l'Atlantique en avion, et en 1932 elle devient la première femme à réaliser cette traversée en solitaire.
Les tentatives de traversée de l'Atlantique par voie aérienne ont coûté la vie à de nombreuses personnes, leur histoire étant restée dans les annales de l'aviation :
- en 1927, on déplorera la disparition des aviateurs Minchin, Hamilton et de la princesse Löwenstein qui étaient partis de Grande-Bretagne avec leur monoplan Fokker à moteur Bristol de 500 chevaux[31].

#### Télécommunications
- Le premier câble télégraphique transatlantique raccorde l'Irlande à Terre-Neuve en 1858.
- Les réseaux téléphoniques traversent l'Atlantique par onde radio en 1927[32] et par câble sous-marin (TAT-1) en 1956.

### Ouverture de voies maritimes vers les autres océans
L'enjeu de ces voies était et est de pouvoir communiquer par voie maritime d'un océan à un autre et ainsi de pouvoir assurer un transport de marchandises et/ou de passagers. Ce sont les grandes puissances européennes qui ont ouvert ces voies afin d'assurer le commerce.

#### Cap de Bonne-Espérance
Le cap de Bonne-Espérance a été découvert en 1488 par l'explorateur portugais Bartolomeu Dias. La découverte de ce cap et donc de cette route maritime a permis l'ouverture de la route des Indes. Jusqu'en 1869 et l'inauguration du canal de Suez, il s'agissait de l'unique passage maritime entre l'Europe et l'Asie.

#### Canal de Suez
La construction de ce canal permit de le substituer au cap de Bonne-Espérance pour rejoindre l'Asie. Il faut attendre le début du XXe siècle et la généralisation de la vapeur au détriment de la voile pour voir le trafic maritime entre l'océan Atlantique et l'océan Indien se focaliser sur le canal de Suez.

#### Détroit de Magellan
En 1492, Christophe Colomb découvre l'Amérique en franchissant l'Atlantique. L'objet de cette exploration n'était pas de découvrir de nouvelles terres, mais de rejoindre les Indes à partir de l'Europe en montrant que la Terre était ronde.
En 1519, Fernand de Magellan s'élance dans son voyage autour du monde. Il longe les côtes de l'Amérique du Sud à la recherche d'un passage vers l'ouest afin de rejoindre les Indes. En octobre 1520, il découvre un passage au nord de l'actuelle Terre de Feu. Ce passage porte maintenant son nom, le détroit de Magellan.
Ce passage assez étroit n'est plus aujourd'hui utilisé que pour des liaisons locales. Les navires circulant dans cette région passent par le cap Horn.

#### Cap Horn
En mai 1615, Jacob Le Maire, un marchand hollandais, et Willem Schouten, un navigateur, décident de trouver un passage au sud du détroit de Magellan afin de briser le monopole de la Compagnie néerlandaise des Indes orientales. Cette expédition découvrit le cap Horn, qu'elle nomma Kapp Hoorn en l’honneur de la ville de Hoorn qui finança l'expédition.
Le cap Horn a longtemps constitué le point de passage obligatoire pour passer de l'Atlantique au Pacifique. Son isolement géographique et la rudesse des conditions climatiques ont entraîné la recherche d'autres parcours pour joindre les deux côtes américaines, notamment celles des États-Unis.

#### Passage du Nord-Ouest
Le passage du Nord-Ouest est situé au nord du Canada et permet de relier l'océan Atlantique et l'océan Pacifique. Ce passage a été recherché pendant des siècles (de 1500 à 1900) ; l'objectif étant de raccourcir la route maritime entre l'Europe et l'Extrême-Orient. Il faut attendre le Norvégien Roald Amundsen pour voir ce passage la première fois franchi en 1906.
Compte tenu de sa situation très nordique et de ses conditions climatiques extrêmes, ce passage n'est pas utilisé pour relier ces deux océans. Cependant l'actuel réchauffement climatique facilite les conditions de navigation sur cette route, ainsi il est envisagé de faire passer les routes maritimes par ce passage.

## Environnement

### Faune et flore
De nombreuses espèces animales et végétales sont caractéristiques de l'océan Atlantique ou de ses côtes. Nombre d'entre elles ont reçu l'épithète spécifique ou le nom subspécifique atlanticus, atlantica ou atlanticum .
La surpêche a provoqué un très fort déclin de plusieurs espèces. La population des grands requins blancs a diminué de 75 %, celle de la morue de 99,9 % dans l’Atlantique nord, tandis que le saumon a quasiment disparu de l’océan Atlantique,.

### Problèmes environnementaux
Des débris plastiques de provenance mondiale polluent l'ensemble des océans ; concernant l'Atlantique, ils proviennent notamment d'Europe de l'Ouest et des États-Unis. Deux vortex de déchets sont présents dans l'océan Atlantique : le vortex de déchets de l'Atlantique nord et le celui de l'Atlantique sud.
Quelque 138 100 tonnes de déchets radioactifs ont été rejetés dans l'Atlantique nord entre 1946 à 1983 par plusieurs pays européens, dont la France.

### Protection de l'environnement
Il existe des réglementations nationales et internationales, ainsi que différents classements de certaines zones tels que des aires marines protégées, des réserves de Biosphère, des Parcs naturels marins...

## Dans l'imaginaire
- Les aventures de Philémon se déroulent sur les lettres de l'océan Atlantique (par exemple, Barthélémy est naufragé sur le « A » de « Atlantique »[37]).